# Église Sainte-Anne de Sadillac
Pour les articles homonymes, voir Église Sainte-Anne.
L'église Sainte-Anne est une église catholique située à Sadillac, en France.
Cet édifice roman fait l'objet d'une protection au titre des monuments historiques.

## Localisation
L'église Sainte-Anne est située au sud du département de la Dordogne, en Bergeracois, dans le village de Sadillac, à une centaine de mètres de la route départementale 107.

## Historique
L'édifice roman, construit aux XIIe – XIIIe siècle, était l'église d'un prieuré fondé par des bénédictins de l'abbaye de Moissac à partir de 1079. L'église a été presque totalement détruite par explosif par les protestants en mai-juin 1569, puis reconstruite à la fin du XVIe siècle. Modifiée de nouveau au XIXe siècle, avec des travaux d'envergure sur la coupole en 1890, elle a été restaurée entre 1993 et 1996.
L'église a été inscrite au titre des monuments historiques le 24 juin 1948.

## Architecture
L'édifice est un rectangle orienté approximativement est-ouest que prolonge à l'est le chevet hémicirculaire. Sur le côté sud de l'abside est accolé le château de Sadillac, logis bâti au XVIe siècle sur les vestiges de l'ancien prieuré.
Le portail occidental est surmonté d'un clocher-mur à trois baies campanaires depuis la restauration de 1993-6 qui en a rajouté une pour approcher le style de ce type de clocher en Guyenne; ce qui expliquerait qu'il n'y ait que deux cloches dont la plus ancienne, baptisée Marie, date de 1771, pèse environ 48 kg et a un diamètre de 44,5 cm. L'autre, de 2011, s'appelle Elisabeth, pèse 125 kg et a un diamètre de 57 cm.
La nef est flanquée d'une chapelle latérale et le chœur est voûté en cul-de-four. Les chapiteaux romans, représentant principalement des animaux, sont finement sculptés. Ceux du côté nord datent de 1890, ceux du côté sud de la nef sont du XIIe siècle.

## Galerie de photos

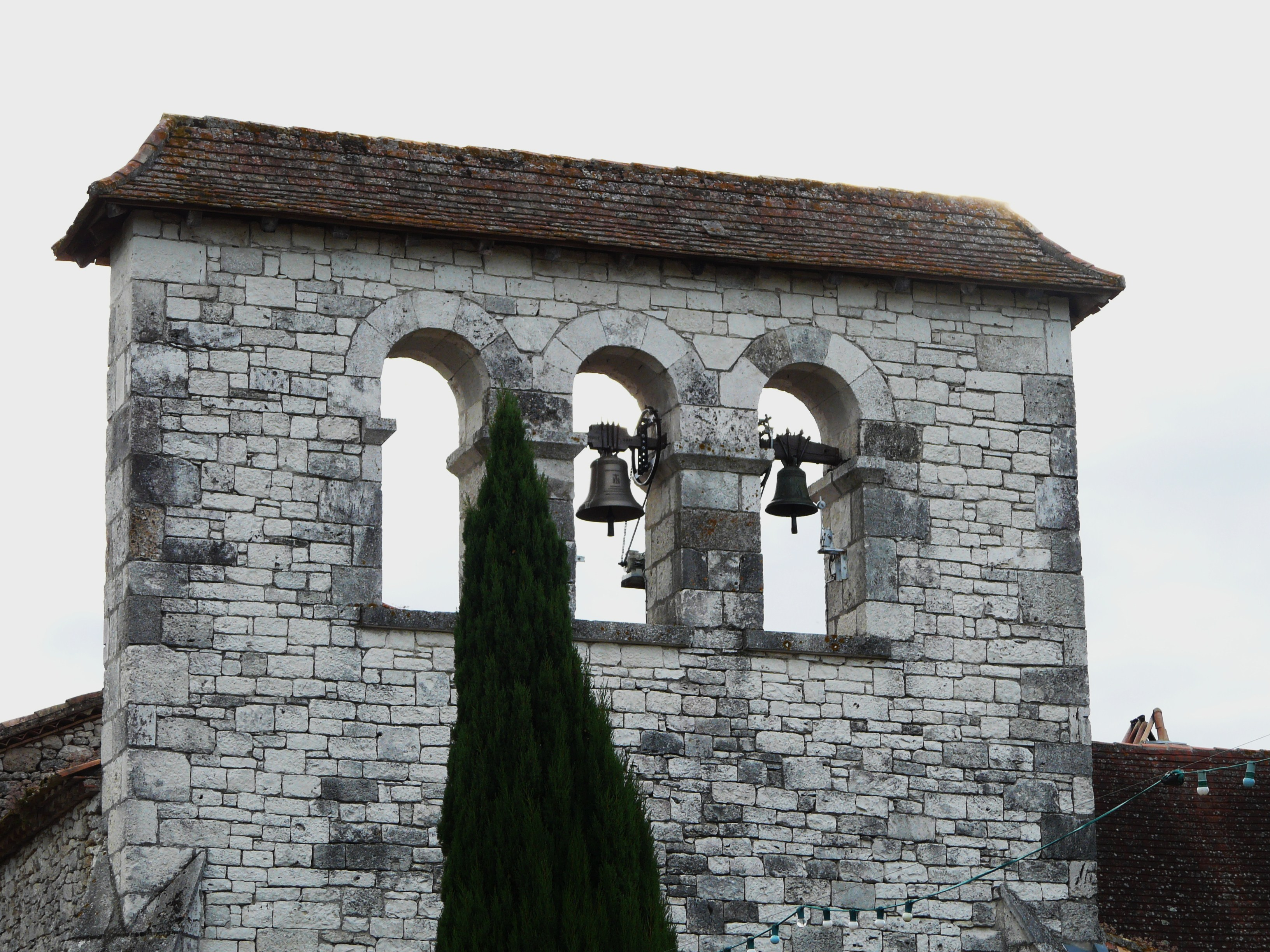
Le clocher-mur.
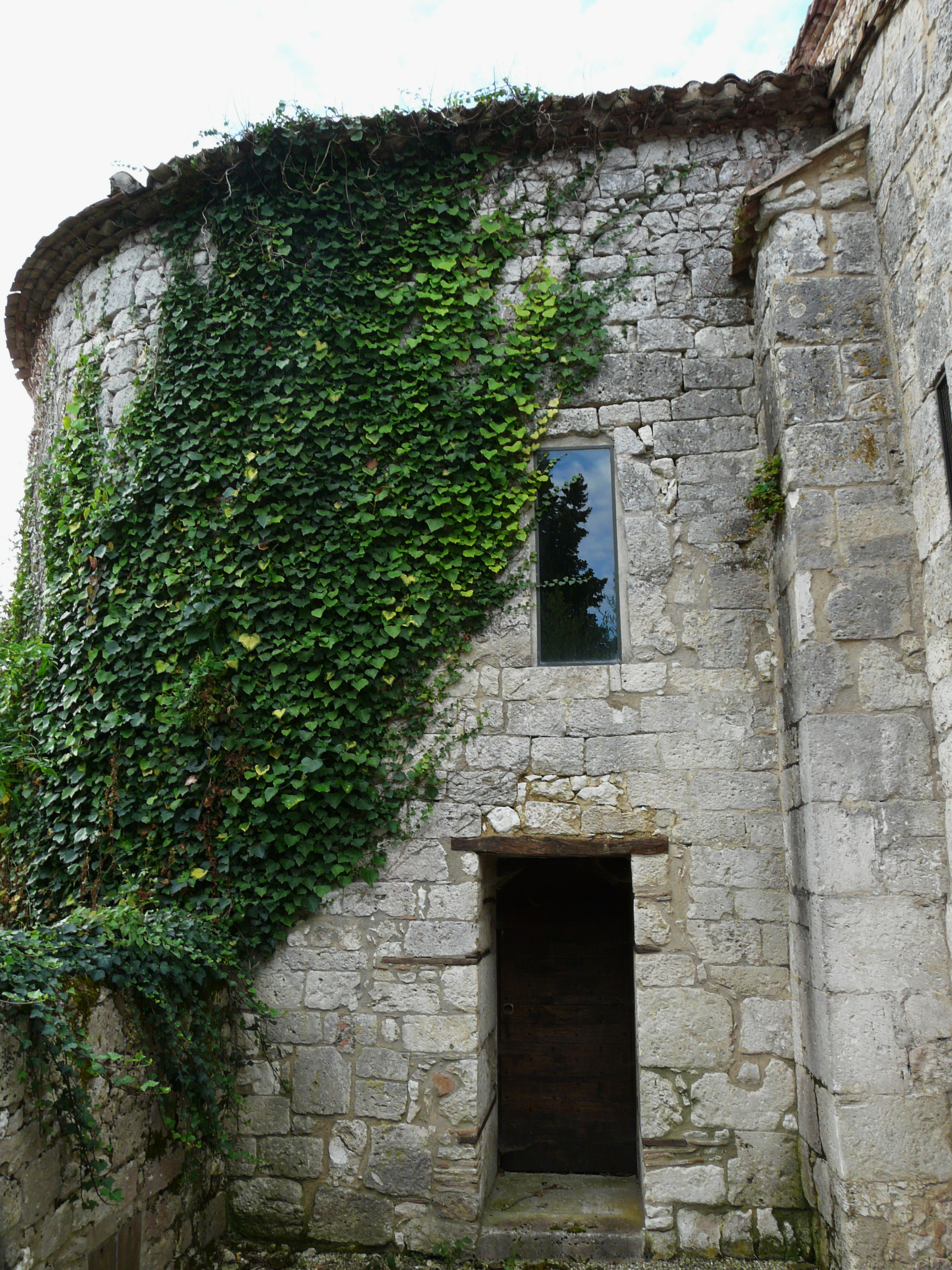
Le côté nord du chevet.
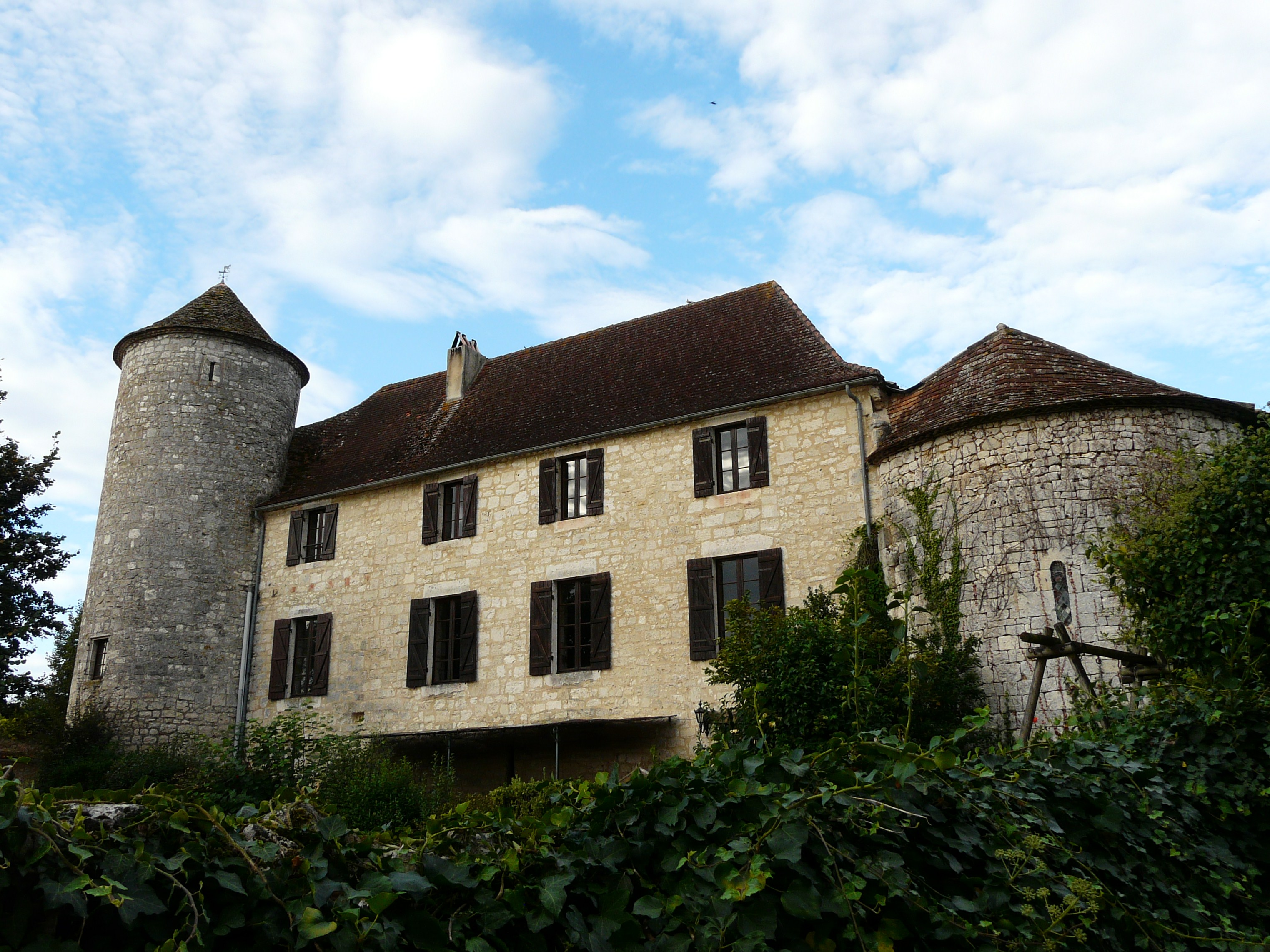
Sur la droite, le chevet est accolé au château de Sadillac.